# Kraftwerk Mauzac
Das Kraftwerk Mauzac ist eine französische Talsperre im Département Dordogne (Region Nouvelle-Aquitaine). Das Bauwerk staut und reguliert den Mittellauf der Dordogne bei Mauzac-et-Grand-Castang.

## Geographie
Das Kraftwerk Mauzac staut die Dordogne unmittelbar unterhalb von Mauzac, der Rückstau reicht im Cingle de Trémolat bis Calès. Es wird von der EDF betrieben, deren Konzession im Jahr 1996 für 30 Jahre erneuert wurde.
Das eigentliche Kraftwerk befindet sich aber auf der linken Flussseite im Gemeindegebiet von Badefols-sur-Dordogne. Ihm wird das Stauwasser zur Energieerzeugung über einen 960 Meter langen, parallel zur Dordogne verlaufenden Kanal von 240 Quadratmeter Querschnitt zugeführt.

## Geschichte
Ein erstes Stauwerk war bereits zwischen 1838 und 1843 errichtet worden, um den damals in Bau befindlichen Canal de Lalinde mit Wasser versorgen zu können. Der Canal de Lalinde erleichterte den Schiffsverkehr für die Gabarren auf der Dordogne, indem er die hinderlichen Stromschnellen umging.
Zur Energieerzeugung mittels Wasserkraft musste Anfang des 20. Jahrhunderts die bereits bestehende Staumauer weiter erhöht werden – die erforderlichen Arbeiten fanden zwischen 1910 und 1918 statt – und so konnte erst 1920 das Kraftwerk in Betrieb genommen werden.
Nach einer neuerlichen Erhöhung des Stauwerks um 1,10 Meter in den Jahren 1949 bis 1951 und der Installierung größerer Verschlüsse sowie einer sechsten Turbine konnte das neue Kraftwerk 1953 ans Netz gehen.

## Beschreibung
Das Kraftwerk Mauzac ist ein Laufwasserkraftwerk und ist mit insgesamt 10 Wehrverschlüssen ausgestattet – 3 mobile Verschlüsse des Typus Stoney, 5 überdachte Verschlüsse und 2 an der Oberfläche gelegene automatische Klappenwehre. Die Stromerzeugung wird von fünf Francis-Turbinen und einer Kaplan-Turbine gewährleistet – mit einer Gesamtleistung von 13,2 MW. Der Turbinendurchfluss beträgt 335 Kubikmeter pro Sekunde. Der sich auf 43,07 Meter über Meerhöhe befindliche Rückstau nimmt eine Oberfläche von 2,5 Quadratkilometer ein und besitzt ein Volumen von 7,5 Millionen Kubikmeter.

## Geologie
Die in Westrichtung mäandrierende Dordogne hat sich bei Mauzac um gut 100 Meter in mesozoische Schichten des Aquitanischen Beckens eingeschnitten. Anstehend sind Kalke des Campaniums und Maastrichtiums. Die Abfolge umfasst Obercampanium und Maastrichtium. Das Obercampan beginnt mit weißen Kreidekalken, die lagenweise Hornsteinknollen enthalten. Im höheren Obercampan erfolgt dann über massiven mikrokristallinen Kalken ein bedeutender Farbwechsel zu gelben bis ockerfarbenen bioklastischen Kalken mit Rudisten, Austern und der Großforaminifere Larrazetia chartacea sowie die Foraminiferen Orbitoides media und Orbitoides tissoti. Das Maastrichtium ist ähnlich gelb bis ocker gefärbt, jedoch sandiger und kann gen Osten schräggeschichtet auftreten. Die bis zu 800 Meter breite Talsohle der Dordogne wird von holozänem Alluvium ausgefüllt – vorwiegend graubraune, bis 3 Meter mächtige Sande und Kiese. Älteres Alluvium mit höherliegenden Terrassen der letzten drei Eiszeiten findet sich bei Trémolat, flussabwärts von Mauzac und am linken Uferrand an der Talsperre.

## Nutzen
Neben der Energiegewinnung ermöglichte der Rückstau der Dordogne die Anlage eines kleinen Jachthafens in Mauzac mit dem einzigen Segelklub auf der Dordogne. Vier Kilometer flussaufwärts in Trémolat wird Wasserskilauf angeboten. Ebenfalls im Bereich des Rückstaus liegt die Mäanderschleife des Cingle de Trémolat (das Französische cingle bedeutet Schlinge oder Schleife), die unter Naturschutz steht. Ein weiterer großer Vorteil ist die Einschränkung der Überschwemmungsgefahr für Mauzac bei Hochwasser.

## Ökologie
Bereits 1965 war die Kraftwerksanlage mit ihrem Rückstau unter Schutz gestellt worden, die Klassifizierung folgte aber erst 1985. Das klassifizierte Gebiet beginnt kurz oberhalb der Eisenbahnbrücke, umfasst den Cingle de Trémolat und endet bei Trémolat. Die eingeschriebene Zone reicht sogar noch 700 Meter weiter stromaufwärts. Geschützt nach Natura 2000 sind das Tal der Dordogne und die teils bewaldeten Kalkfelsen. Als ZNIEFF (Französisch Zone naturelle d’interêt écologique, faunistique et floristique) des Typus 1 sind ausgewiesen: die Mäanderschleife, der Bereich des Kraftwerks sowie Inseln und Stromschnellen des Nebenflusses Gratuse.
Um die Fischwanderungen auf der Dordogne nicht zu unterbrechen, wurde im Jahr 1986 ein Fischpass installiert, gefolgt im Jahr 2004 von einer zweiten, für die Fische zugänglicheren Anlage an der rechten Kraftwerksseite. Zur Überwindung des Höhenunterschieds von 7 Metern wurden 23 Becken (3,0 Meter lang und 2,8 Meter breit) treppenartig hintereinander angelegt.

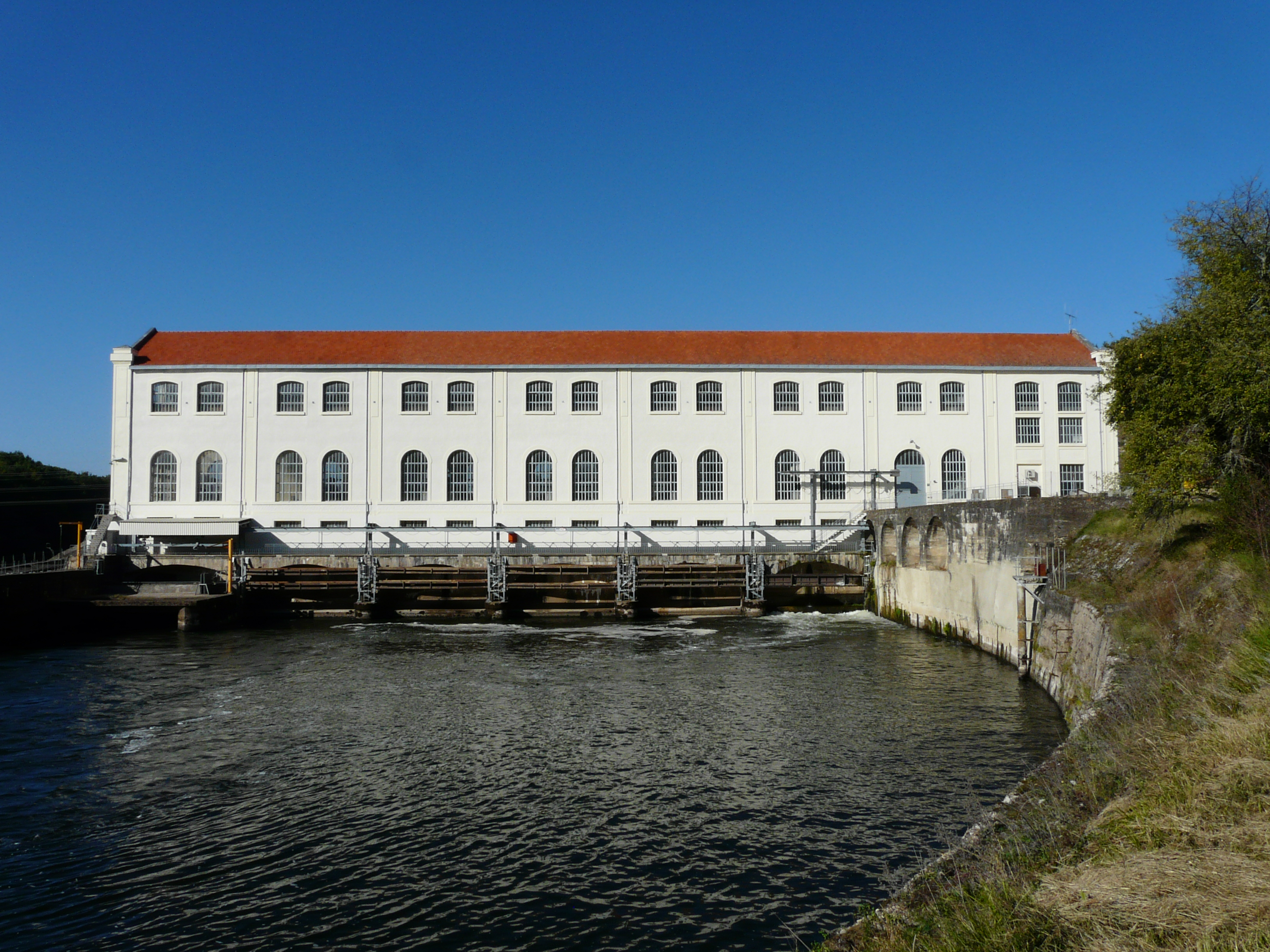
Turbinenhaus in Badefols-sur-Dordogne
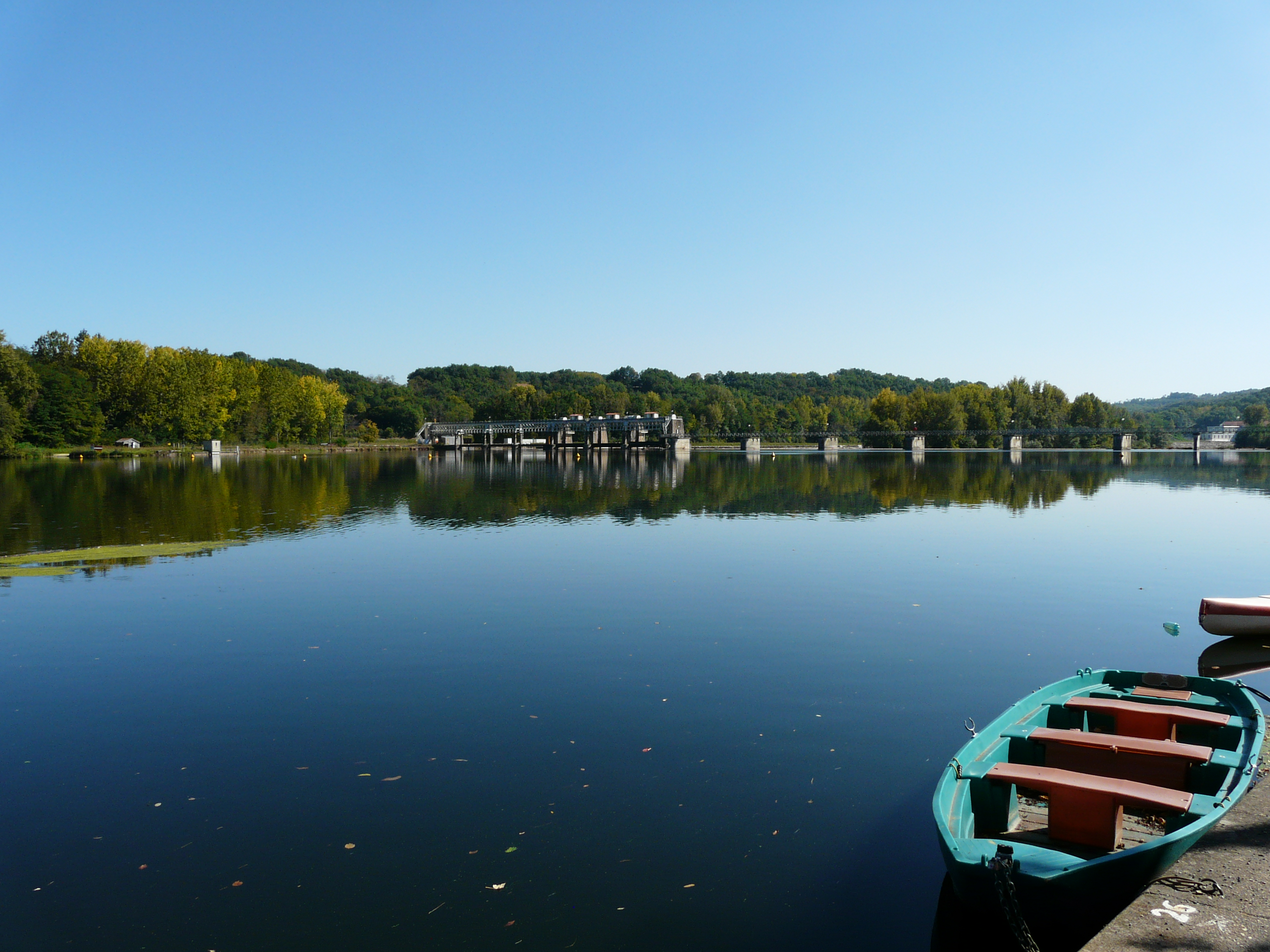
Anlegestelle von Mauzac
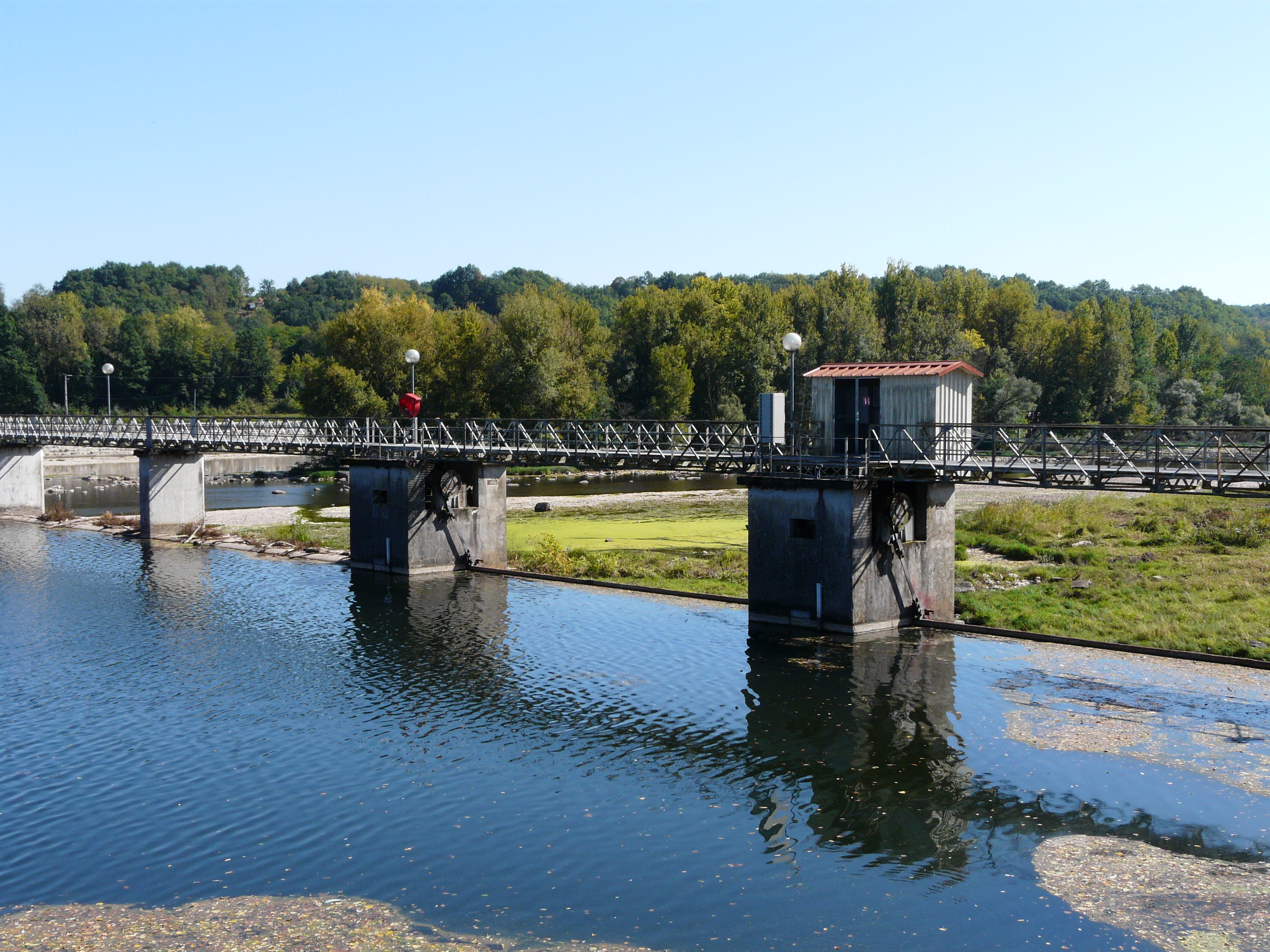
Detailansicht des Stauwerks
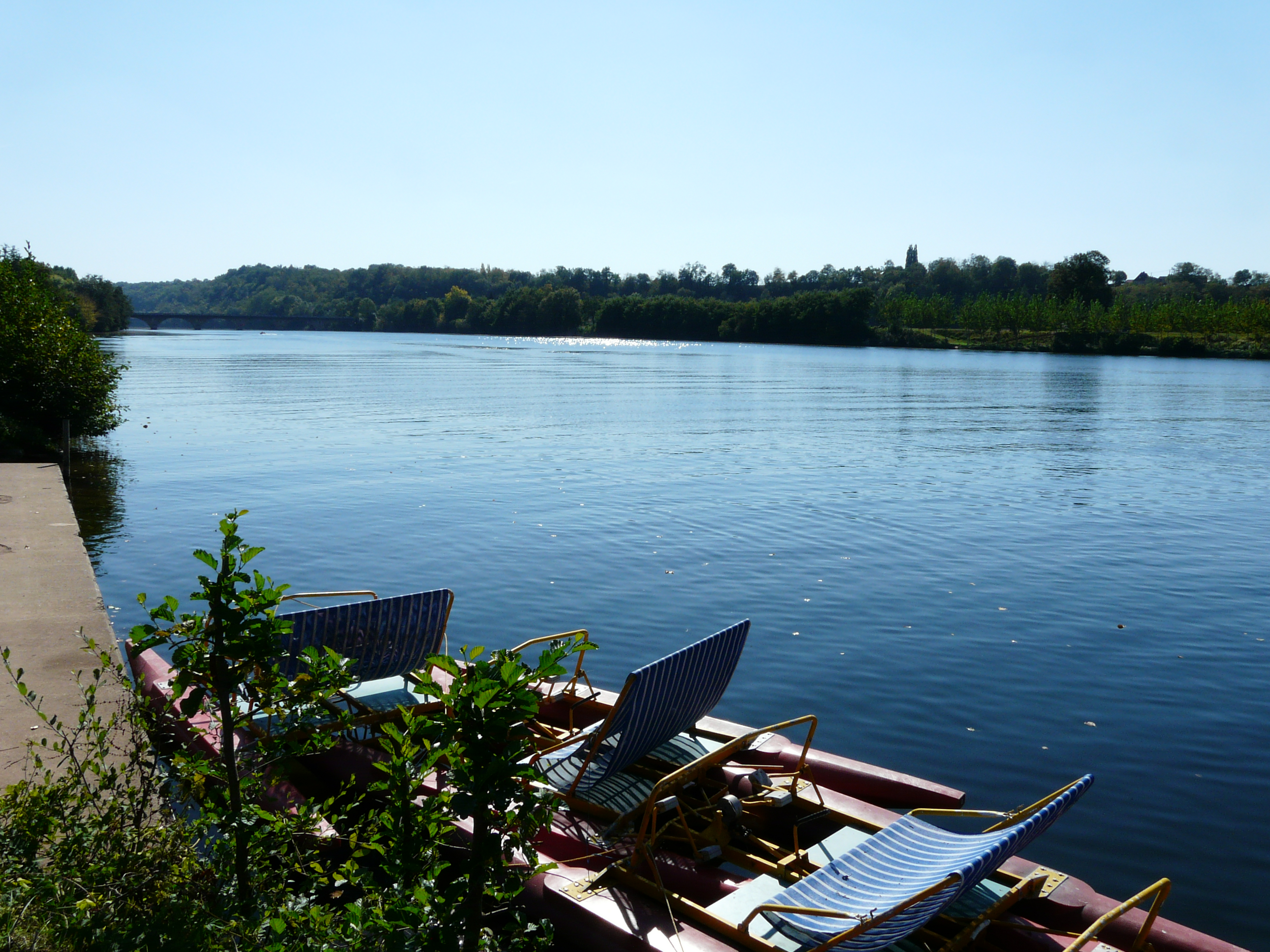
Base nautique von Trémolat
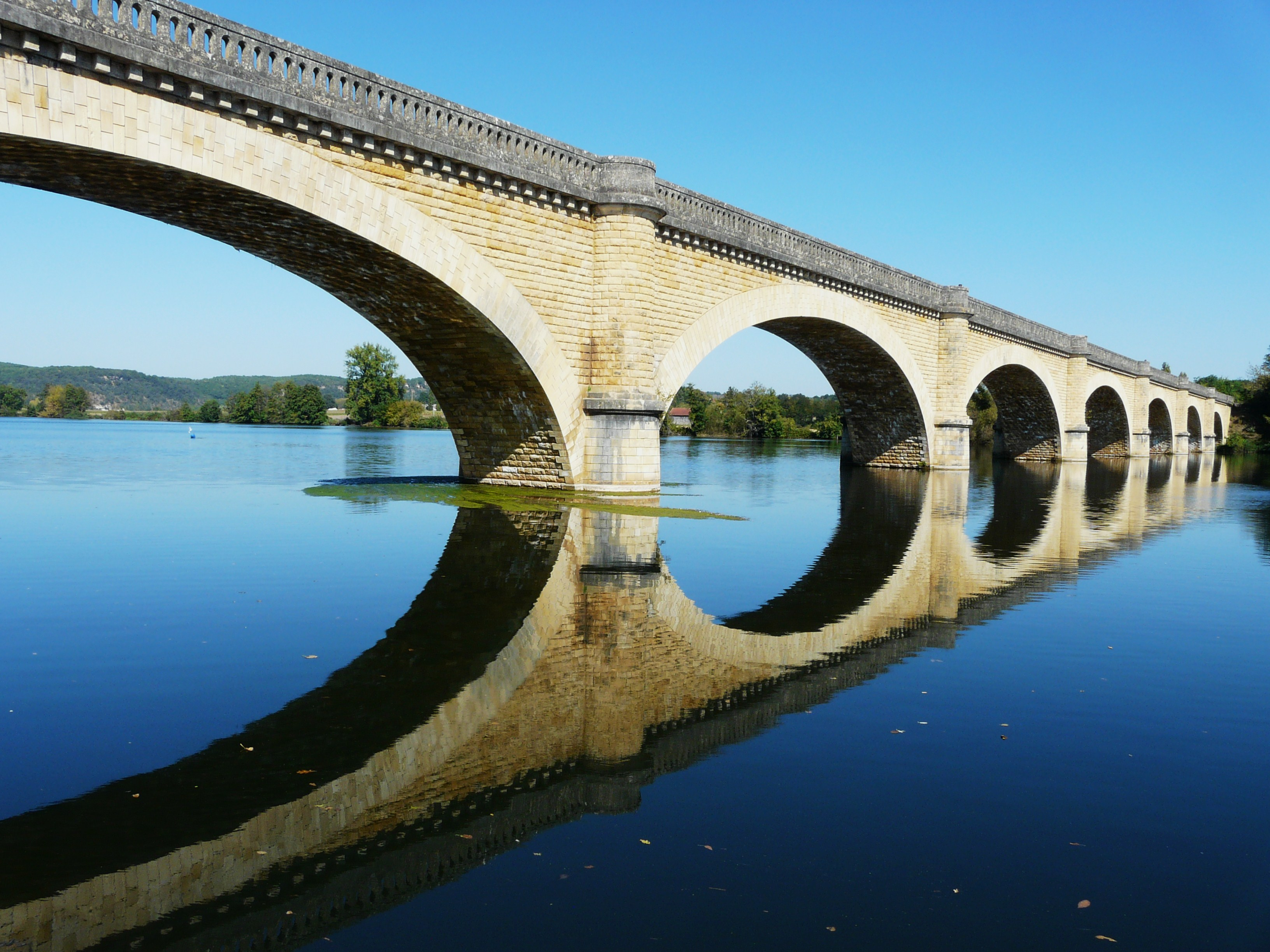
Eisenbahnbrücke über die Dordogne bei Mauzac